# IAFL1 Conference 2015
La IAFL1 Conference 2015 è stata la 3ª edizione del campionato irlandese di football americano di secondo livello, organizzato dalla IAFL.

## Squadre partecipanti
| Club                | Città     | Stadio | Sponsor ufficiale | Risultato nella stagione 2014 |
| ------------------- | --------- | ------ | ----------------- | ----------------------------- |
| Cork Admirals       | Cork      |        |                   |                               |
| Dundalk Mavericks   | Dundalk   |        |                   |                               |
| Meath Bulldogs      | Navan     |        |                   |                               |
| Mullingar Minotaurs | Athlone   |        |                   |                               |
| Tyrone Titans       | Omagh     |        |                   |                               |
| Waterford Wolves    | Waterford |        |                   |                               |

## Stagione regolare

### Calendario

#### 1ª giornata
| Mullingar 22 marzo 2015, ore 14:00 | Mullingar Minotaurs | 6 – 29 | Dundalk Mavericks | Mullingar Town Football Club |

| Waterford 22 marzo 2015, ore 14:00 | Waterford Wolves | 6 – 33 | Cork Admirals | Waterford Regional Sports Centre |

#### 2ª giornata
| Omagh 29 marzo 2015, ore 14:00 | Tyrone Titans | 22 – 8 | Meath Bulldogs | Omagh RFC |

#### 3ª giornata
| Cork 12 aprile 2015, ore 14:00 | Cork Admirals | 35 – 13 | Mullingar Minotaurs | Musgrave Park |

| Dundalk 12 aprile 2015, ore 14:00 | Dundalk Mavericks | 0 – 6 | Tyrone Titans | Dundalk Institute of Technology |

#### 4ª giornata
| Navan 19 aprile 2015, ore 14:00 | Meath Bulldogs | 13 – 28 | Cork Admirals | Navan RFC |

| Waterford 19 aprile 2015, ore 14:00 | Waterford Wolves | 17 – 14 | Dundalk Mavericks | Waterford Regional Sports Centre |

#### 5ª giornata
| Mullingar 26 aprile 2015, ore 14:00 | Mullingar Minotaurs | 0 – 8 | Tyrone Titans | Harbour Field |

#### 6ª giornata
| Waterford 3 maggio 2015, ore 14:00 | Waterford Wolves | 0 – 13 | Meath Bulldogs | Waterford Regional Sports Centre |

#### 7ª giornata
| Omagh 10 maggio 2015, ore 14:00 | Tyrone Titans | 44 – 8 | Mullingar Minotaurs | Omagh RFC |

#### 8ª giornata
| Dundalk 17 maggio 2015, ore 14:00 | Dundalk Mavericks | 7 – 9 | Meath Bulldogs | Dundalk Institute of Technology |

| Mullingar 17 maggio 2015, ore 14:00 | Mullingar Minotaurs | 7 – 13 | Waterford Wolves | Harbour Field |

#### 9ª giornata
| Omagh 24 maggio 2015, ore 14:00 | Tyrone Titans | 7 – 22 | Cork Admirals | Omagh RFC |

#### 10ª giornata
| Navan 31 maggio 2015, ore 14:00 | Meath Bulldogs | 2 – 7 | Waterford Wolves | Navan RFC |

#### 11ª giornata
| Mullingar 7 giugno 2015, ore 14:00 | Mullingar Minotaurs | 7 – 27 | Cork Admirals | Harbour Field |

| Omagh 7 giugno 2015, ore 14:00 | Tyrone Titans | 10 – 6 | Dundalk Mavericks | Omagh RFC |

#### 12ª giornata
| Cork 14 giugno 2015, ore 14:00 | Cork Admirals | 42 – 0 | Waterford Wolves | Musgrave Park |

#### 13ª giornata
| Dundalk 21 giugno 2015, ore 14:00 | Dundalk Mavericks | 9 – 0 | Mullingar Minotaurs | Dundalk Institute of Technology |

#### 14ª giornata
| Cork 28 giugno 2015, ore 14:00 | Cork Admirals | 13 – 26 | Meath Bulldogs | Musgrave Park |

| Waterford 28 giugno 2015, ore 14:00 | Waterford Wolves | 20 – 0 | Tyrone Titans | Waterford Regional Sports Centre |

#### 15ª giornata
| Dundalk 5 luglio 2015, ore 14:00 | Dundalk Mavericks | 0 – 3 | Waterford Wolves | Dundalk Institute of Technology |

| Navan 5 luglio 2015, ore 14:00 | Meath Bulldogs | 38 – 7 | Mullingar Minotaurs | Navan RFC |

#### 16ª giornata
| Cork 12 luglio 2015, ore 14:00 | Cork Admirals | 40 – 6 | Dundalk Mavericks | Musgrave Park |

| Navan 12 luglio 2015, ore 14:00 | Meath Bulldogs | 20 – 6 | Tyrone Titans | Navan RFC |

### Classifica
La classifica della regular season è la seguente.
- PCT = percentuale di vittorie, G = partite giocate, V = partite vinte, P = partite perse, PF = punti fatti, PS = punti subiti

| Pos. | Squadra             | PCT  | G | V | N | P | PF  | PS  |
| ---- | ------------------- | ---- | - | - | - | - | --- | --- |
| 1    | Cork Admirals       | .875 | 8 | 7 | 0 | 1 | 240 | 78  |
| 2    | Waterford Wolves    | .625 | 8 | 5 | 0 | 3 | 66  | 111 |
| 3    | Meath Bulldogs      | .625 | 8 | 5 | 0 | 3 | 129 | 90  |
| 4    | Tyrone Titans       | .625 | 8 | 5 | 0 | 3 | 103 | 84  |
| 5    | Dundalk Mavericks   | .250 | 8 | 2 | 0 | 6 | 71  | 91  |
| 6    | Mullingar Minotaurs | .000 | 8 | 0 | 0 | 8 | 48  | 203 |

## Playoff

### Tabellone
|  | Semifinali | Semifinali       | Semifinali |               |    | II IAFL1 Bowl    | II IAFL1 Bowl | II IAFL1 Bowl |  |
|  |            |                  |            |               |    |                  |               |               |  |
|  | 2          | Waterford Wolves | 13         |               |    |                  |               |               |  |
|  | 2          | Waterford Wolves | 13         |               |    |                  |               |               |  |
|  | 3          | Meath Bulldogs   | 9          |               |    |                  |               |               |  |
|  | 3          | Meath Bulldogs   | 9          |               |    | Waterford Wolves | 13            |               |  |
|  |            |                  |            |               |    | Waterford Wolves | 13            |               |  |
|  |            |                  | 1          | Cork Admirals | 12 |                  |               |               |  |

### Semifinale
| 26 luglio 2015 | Waterford Wolves | 13 – 9 | Meath Bulldogs |  |

### II IAFL1 Bowl
| Navan 14 agosto 2015, ore 14:00 | Cork Admirals | 12 – 13 | Waterford Wolves | Navan RFC |

## Verdetti
- Waterford Wolves Vincitori della IAFL1 Conference 2015